# Черников, Лаврентий Иванович
Лаврентий Иванович Черников (1783—1856) — генерал-лейтенант флота, член общего присутствия интендантства Морского Министерства.

## Биография
Родился в 1783 году. Образование получил в Черноморском корпусе[уточнить], откуда выпущен в гардемарины 1 мая 1800 года. Через три года произведён в мичманы, а чин лейтенанта получил 1 марта 1810 года. По выходе из Корпуса первые семь лет плавал в Чёрном море и в Архипелаге, а в 1807 году, в чине мичмана, на фрегате «Св. Иоанн Златоуст» участвовал при бомбардировке и взятии крепости Анапы, после чего на протяжении тринадцати лет плавал в Чёрном море и 16 марта 1821 года был произведён в капитан-лейтенанты. В этом чине находился в командировках в Киеве по заготовлению строительного леса и на казённой Богоявленской фабрике дли испытания солдатских сукон.
8 декабря 1827 года Черников получил чин капитана 2-го ранга. В следующем году, командуя фрегатом «Поспешный», крейсировал в эскадре вице-адмирала А. С. Грейга и участвовал при вторичном взятии крепости Анапы, за что был 9 июля награждён золотой саблей с надписью «За храбрость». Продолжая крейсировать по Чёрному морю, Черников в июле и августе того же года взял с боя, двумя гребными судами, в плен два турецких судна и одно сжег, а затем, находясь в отряде капитана 1-го ранга Критского, подошёл с фрегатом к крепости Инада и, несмотря на сильный артиллерийский огонь с последней, занял место по диспозиции на картечный выстрел от неприятельских батарей и вместе с прочими судами заставил их замолчать. По высадке десанта крепость сдалась; фрегат «Поспешный» в этом бою получил 11 пробоин, а капитан его был 30 августа награждён орденом св. Георгия 4-го класса (№ 4167 по кавалерскому списку Григоровича — Степанова).
В следующем году Черников командовал кораблём «Пимен» и в отряде контр-адмирала М. Н. Кумани находился при бомбардировке и взятии крепости Сизополь, за что 20 марта был произведён в капитаны 1-го ранга и по возвращении из плавания назначен членом комиссии по доставке провианта в действующую армию.
Командуя в Севастополе 42-м флотским экипажем и кораблем «Императрица Екатерина II», Черников в 1833 году перевозил войска в эскадре контр-адмирала М. П. Лазарева из Буюк-Дере в Феодосию. 8 июля 1836 года Черников был произведён в контр-адмиралы с назначением командиром 1-й бригады 1-й флотской дивизии и в 1838—1842 годах плавал ежегодно с отрядом в Балтийском море.
2 февраля 1844 года Черникова назначили членом общего присутствия интендантства Морского министерства, а 26 ноября 1847 года он получил чин генерал-лейтенанта флота.
Среди прочих наград Черников имел ордена Св. Владимира 4-й и 3-й степеней, Св. Станислава 1-й степени и турецкую золотую медаль.
Скончался 30 июля (11 августа) 1856 года.